# Ozero Tjornoje (sjö i Belarus, Vitsebsks voblast, lat 55,96, long 28,52)
Ozero Tjornoje (ryska: Озеро Чёрное) är en sjö i Belarus.   Den ligger i voblasten Vitsebsks voblast, i den norra delen av landet, 240 km norr om huvudstaden Minsk. Ozero Tjornoje ligger 138 meter över havet.
I omgivningarna runt Ozero Tjornoje växer i huvudsak blandskog. Runt Ozero Tjornoje är det mycket glesbefolkat, med 7 invånare per kvadratkilometer.